# Ulu (couteau)
Cette page contient des caractères spéciaux ou non latins. S’ils s’affichent mal (▯, ?, etc.), consultez la page d’aide Unicode.
Pour l’article homonyme, voir Ulu.

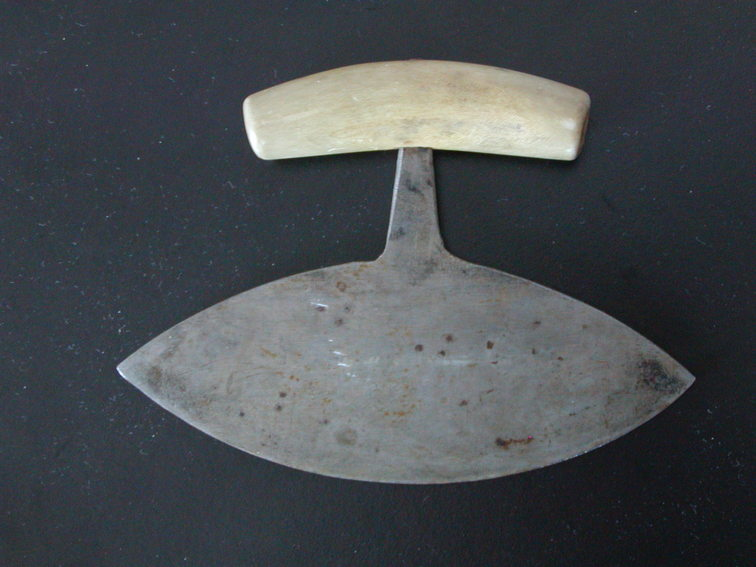
Ulu de l'ouest du Groenland

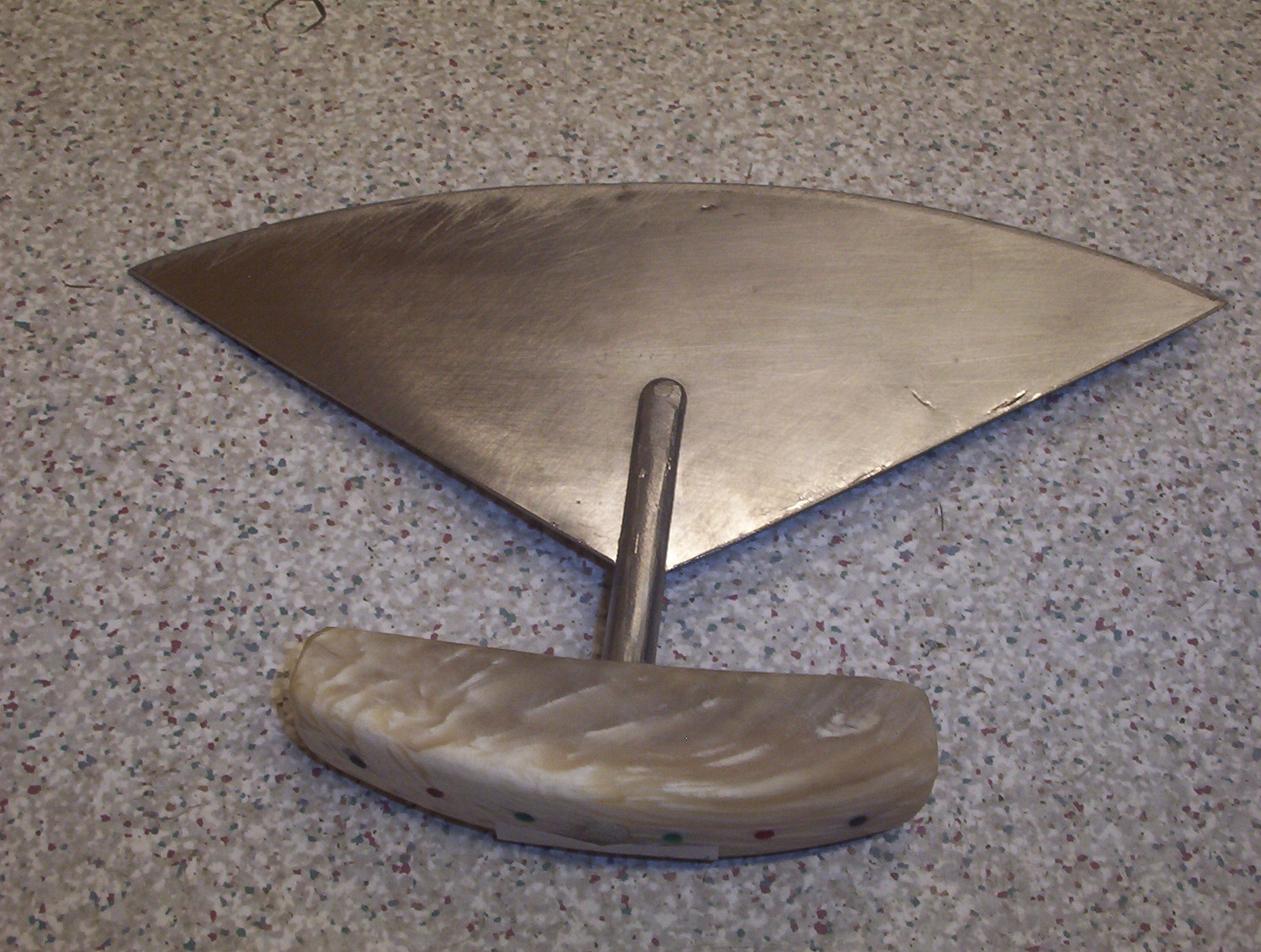
Ulu du Canada arctique

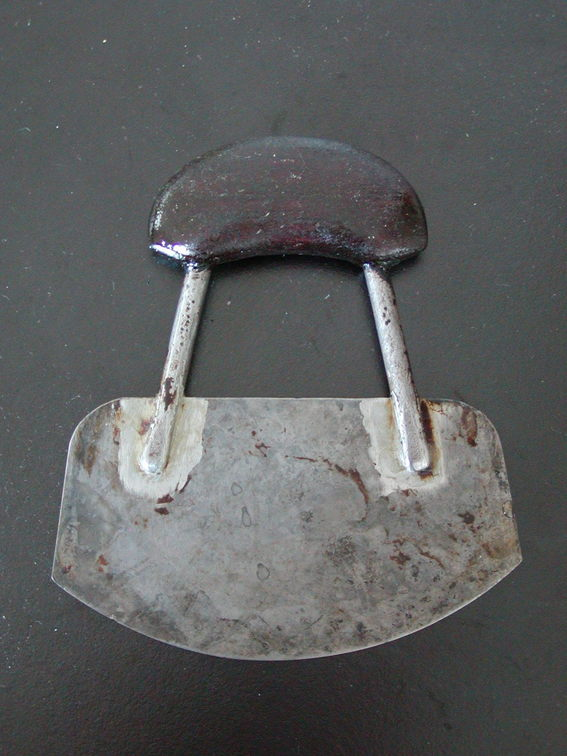
Ulu de l'est du Groenland

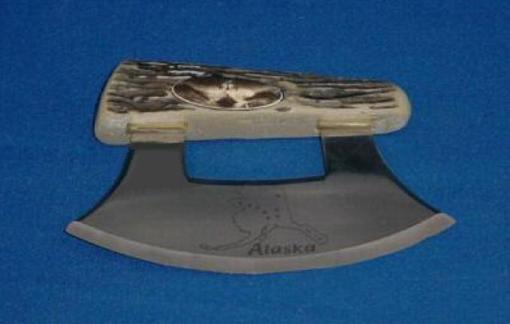
Ulu inupiat (d'Alaska)

L'ulu (en syllabaire inuktitut : ᐅᓗ ; pluriel uluit), parfois écrit oulou, est un couteau polyvalent utilisé uniquement par les femmes inuites. Il est utilisé pour diverses actions, enlever et nettoyer la peau des animaux, couper les cheveux d'un enfant, couper la viande, ou encore tailler les blocs de glace utilisés dans la construction des iglous.
L'ulu est traditionnellement fait de bois de caribou pour le manche et d'une lame coupante en ardoise polie ou en pierre taillée, en l'absence de métal dans l'Arctique, à l'exception d'un gisement de fer météorique au cap York et de fer tellurique dans la baie de Disko. Le manche pouvait également être fait en os ou en bois. Dans certaines régions, par exemple à Ulukhaktok dans les Territoires du Nord-Ouest, la lame est en cuivre.
Au XXIe siècle, le manche de l'ulu est encore fait en bois de caribou, mais la lame est en acier. L'acier est très souvent obtenu en achetant une scie et coupant la lame jusqu'à obtenir la forme désirée. Ces ulus sont gardés à la maison pour usage familial ou vendus à d'autres. Il est également possible d'acheter des ulus commercialement produits, parfois à manche en plastique et vendus avec une planche à découper.
La taille de l'ulu reflète en général son usage. Un ulu à lame de 5 cm de long serait utilisé pour couper un tendon (le tendon des animaux étant utilisé comme fil à coudre). Un ulu à lame de 15 cm serait utilisé pour diverses tâches. On peut occasionnellement trouver des ulu à lame jusqu'à 30 cm de long.
On trouve deux styles distincts d'ulu : l'ulu inupiat (ou alaskan) et l'ulu canadien. Dans le style inupiat, la partie centrale de la lame est évidée pour passer les doigts autour du manche. Au Canada, la lame est le plus souvent attachée au manche par une seule « tige » faite du même matériau qu’elle. Dans l'ouest du Canada arctique la lame est souvent triangulaire ; dans l'est on trouve des lames plus pointues.
L'ulu est vieux de plusieurs milliers d'années, les plus anciens trouvés datant d'environ 2500 av. J.-C. La tradition veut qu'on hérite d'un ulu de génération en génération, le savoir des ancêtres se trouvant dans l'ulu même.
La forme de l'ulu fait que la force utilisée est davantage exercée au milieu de la lame que dans le cas d'un couteau ordinaire. Cela fait qu'il est plus facile à utiliser pour couper des objets très durs, comme l'os. De plus, le mouvement de va-et-vient de l'ulu en coupant quelque objet mis sur une surface plate immobilise ledit objet, de sorte qu'une main suffit pour l’utiliser, alors qu'un couteau ordinaire requiert une fourchette.
Certains pays interdisent la possession ou le port de couteaux dont la lame est perpendiculaire au manche. Le Code criminel canadien possède toutefois une exception à cette loi pour l'ulu.

## Source
- (en) Cet article est partiellement ou en totalité issu de l’article de Wikipédia en anglais intitulé « Ulu » (voir la liste des auteurs).

- Camille Viot, « Tous semblables, tous différents. Quelles méthodes pour appréhender le lien entre variabilité et fonction des couteaux ulu ? », Les Nouvelles de l’archéologie 141, 2015, p.50-55. https://journals.openedition.org/nda/3125?lang=en#tocto2n1